# GNU FreeFont
GNU FreeFont (nota anche come Free UCS Outline Fonts) è una famiglia di caratteri liberi di alta qualità, in formato OpenType, TrueType e WOFF, che implementa quanto più possibile l'insieme dei caratteri universali (UCS). Il progetto fa parte del progetto GNU ed è stato avviato nel 2002 da Primož Peterlin ed ora è gestito da Steve White.
I caratteri sono rilasciati con una licenza GNU GPLv3 con una eccezione per i font, che fa sì che possono essere liberamente distribuiti e incorporati o comunque utilizzati all'interno di un documento anche quando il documento stesso non è coperto dalla licenza GPL.
La famiglia comprende tre tipi di caratteri distinti: FreeMono, FreeSans, e FreeSerif, ciascuno con quattro stili. Tutti questi caratteri possono essere scaricati gratuitamente da GNU Savannah.

## Storia
Al centro della collezione ci sono 35 font Type 1 donati da URW ++ Design & Development GmbH per il progetto Ghostscript per essere disponibili sotto GPL. La gamma di base in cirillico si basa sul cirillico e Omega Serif di Valek Filipov, tramite Tempora LCG Unicode. Valek Filippov ha aggiunto alcuni glifi Latin Extended-A compositi. Angelo Haritsis ha compilato un set di caratteri greci di tipo 1, usati in FreeSans e FreeMono. La gamma serif Devanagari è dal carattere Velthuis TeX, mentre la gamma in sans è basata su Gargi; Le gamme bengalesi e Gurmukhi sono basate sul progetto BharatBhasha di Harsh Kumar e altri. Le gamme Gujarati e Oriya sono basate sui caratteri Samyak. La gamma dell'alfabeto ge'ez si basa sul progetto metafont dell'Università di Amburgo.

Lettere maiuscole degli alfabeti europei in FreeSerif